# Шэнли, Мэй
Мэй Тереза Шэнли (англ. Mai Therese Shanley; род. 17 февраля 1963, Нью-Мексико) — американская модель и фотомодель; победительница конкурса «Мисс США 1984».

## Биография
Мать по национальности — тайванка, отец — ирландец.
Позже, Шэнли стала первой евразийкой, получившая титул Мисс США. Ей было 21, когда получила корону из рук  Джули Хайек. Обошла двух бывших обладательниц титула Мисс Америка в родных штатах, которые вошли в Топ 5, Келли Андерсон (Мисс Западная Виргиния 1982) и Дезире Дениз Дэниэлс (Мисс Теннесси 1982), которые заняли соответственно второе и третье места.
Участвовала в международном конкурсе красоты Мисс Вселенная 1984, проходивший в Майами, штат Флорида, где она стала полуфиналисткой.
Вышла замуж за пилота Марка Фитцжеральда; в этом браке у них родились две дочери.